# 글로리아 폰 합스부르크로트링겐
글로리아 폰 합스부르크로트링겐(Gloria von Habsburg-Lothringen, 1999년 10월 15일 ~ )은 오스트리아의 모델, 스키 선수, 합스부르크로트링겐가 일원이다.